# أحمد ذو الفقار
أحمد ذو الفقار (15 أغسطس 1952 - 1 مايو 2010) مهندِس ورجل أعمال مصري. أنشأ شركة توسيج مصر في عام 1979، ثم الشركة المصرية للمقاولات والري الحديث، وعَمِل لثلاثة عقود في مجال البنية التحتية وساهم في إدخال التكنولوجيا إلي الصناعة بأكملها في مصر.

## النشأة
وُلد أحمد مراد صلاح الدين ذو الفقار في حي العباسية، بالقاهرة لأسرة ميسورة الحال؛ فوالده كان يعمل ضابط شرطة في ذلك الوقت وهو الفنان الراحل صلاح ذو الفقار وله شقيقة واحدة هي المحامية الدولية مني ذو الفقار. كان ذو الفقار متزوجًا وله ابنان.

## الدراسة
حصل أحمد ذو الفقار على بكالوريوس الهندسة الميكانيكية عام 1976 من جامعة عين شمس.

## الحياة المهنية
كان أحمد ذو الفقار مهندسًا ناجحًا فقد تولي إدارة أكثر من شركة منذ نهاية سبعينات القرن العشرين. أولها شركة توسيج مصر والتي أنشأها في عام 1979 في القاهرة وهو في السابعة والعشرين من عمره. شارك في ادخال التطور علي الصناعة إلي مصر لعقود. ثم قام بإجراء خطة منظمة لإعادة التطوير والابتكار في عام 2000، وأنشأ الشركة المصرية للمقاولات والري الحديث وقام بتنفيذ مشاريع عديدة منها ملاعب الجولف، قري سياحية، أراضي زراعية جنبًا إلى جنب مع مجموعة واسعة من المشاريع الكبرى المتنوعة في جميع أنحاء مصر.

## وفاته
توفي أحمد ذو الفقار في القاهرة يوم 1 مايو 2010 عن عمر يناهز 57 سنة.